# 價值論
價值論 （英語：axiology 來自古希臘語 , axiā, "價值"; 以及, 理性)）價值觀的哲學研究。價值論 同時可以用在倫理學以及美學上—亦即高度重視價值觀念的哲學領域—或者是作為這些研究領域的基礎，因此與價值理論或是元倫理學相近。本詞最初是在20世紀初被使用，保羅·拉皮耶於 1902年，而 愛德華·馮·哈特曼則於1908年使用。價值論主要研究兩種類型的價值：倫理學和美學。 倫理學研究個人和社會行為中的“正确”和“善”的概念。美學的研究則關注“美”與“和諧”兩個觀念。所謂的公理價值論，企圖用數學來建立一套精確的價值原則，其中最強力的鼓吹者即為羅伯特·哈特曼。而價值論亦可分為價值主觀論和價值客觀論：

## 價值主觀論
價值主觀論者認為，價值屬於內在世界，滿足慾望就是其價值所在。如：鑽石之所以有價值，是因為人們喜歡它。因此主觀論認為價值是由人們所賦予的。

## 價值客觀論
價值客觀論則否定人類的慾望和興趣去決定事物是否有價值，客觀論認為價值是外在於我們的世界。總括來說，我們是發現了事物的價值，而不是發明了價值。

## 參看
- 金錢
- 俄國哲學

## 延伸閱讀
- Hartman, Robert S. . USI Press. 1967. 384 pages.

- Findlay, J. N. . New York: Macmillan. 1970. ISBN 0-333-00269-5. 100 pages.
- Rescher, Nicholas. . Frankfurt: Ontos Verlag. 2005. ISBN 3-937202-67-6. 140 pages.